# Tour d'Algérie 2014
Le Tour d'Algérie 2014 s'est déroulé du 9 au 13 mars, sur un parcours de 590 kilomètres d'Alger à  Oran. Cette édition est la 21e de l'histoire de cette course cycliste, mais la seconde seulement depuis le retour du Tour d'Algérie. La course fut remportée par le coureur érythréen Mekseb Debesay.

## Parcours
La course se dispute sur un circuit découpé en cinq étapes allant d'Alger vers Oran pour une distance totale de 590 kilomètres. Les autres villes-étape sont Aïn Defla, Sidi Bel Abbès, et Aïn Témouchent.
| Étape     | Date    | Villes étapes          |                           | Distance (km) | Vainqueur d’étape | Leader du classement général |
| --------- | ------- | ---------------------- | ------------------------- | ------------- | ----------------- | ---------------------------- |
| 1re étape | 9 mars  | Alger - Aïn Defla      | Étape de moyenne montagne | -             | Adil Barbari      | Adil Barbari                 |
| 2e étape  | 10 mars | Oran - Oran            | Étape de plaine           | 169           | Etape Annulée     | Adil Barbari                 |
| 3e étape  | 11 mars | Alger - Sidi Bel Abbès | Étape de moyenne montagne | 148           | Essaïd Abelouache | Mouhssine Lahsaini           |
| 4e étape  | 12 mars | Oran - Aïn Témouchent  | Étape de plaine           | 143           | Mekseb Debesay    | Mekseb Debesay               |
| 5e étape  | 13 mars | Sidi Bel Abbès - Oran  | Étape de plaine           | 130           | Hichem Chaabane   | Mekseb Debesay               |

### Équipes
Classée en catégorie 2.2 de l'UCI Africa Tour, la Tour d'Algérie est par conséquent ouverte aux UCI WorldTeams dans la limite de 50 % des équipes participantes, aux équipes continentales professionnelles, aux équipes continentales et aux équipes nationales.
| Équipes continentales                     | Équipes continentales | Équipes continentales |
| Nom de l'équipe                           | Pays                  | Code                  |
| ----------------------------------------- | --------------------- | --------------------- |
| 21                                        | Russie                | T21                   |
| Groupement Sportif des Pétroliers Algérie | Algérie               | GSP                   |
| Louletano-Dunas Douradas                  | Portugal              | LDD                   |
| OCBC Singapore                            | Singapour             | TSI                   |
| Utensilnord                               | Hongrie               | UNA                   |
| Vélo Club Sovac                           | Algérie               | VCS                   |
| Bridgestone Anchor                        | Japon                 | BGT                   |

| Équipes nationales               | Équipes nationales | Équipes nationales |
| Nom de l'équipe                  | Pays               | Code               |
| -------------------------------- | ------------------ | ------------------ |
| Équipe nationale de Bahreïn      | Bahreïn            | BRN                |
| Équipe nationale du Burkina Faso | Burkina Faso       | BUR                |
| Équipe nationale d'Érythrée      | Érythrée           | ERI                |
| Équipe nationale du Maroc        | Maroc              | MAR                |
| Équipe nationale du Rwanda       | Rwanda             | RWA                |

| Équipes régionales et de clubs | Équipes régionales et de clubs | Équipes régionales et de clubs |
| Nom de l'équipe                | Pays                           | Code                           |
| ------------------------------ | ------------------------------ | ------------------------------ |
| Al-Nasr Club                   | Émirats arabes unis            | ANC                            |
| Andalucia                      | Espagne                        | AND                            |
| Chambery Cyclisme Compétition  | France                         | CCC                            |
| Erdinger                       | Allemagne                      | ERD                            |
| Gradnano Sporting Club         | Italie                         | GSC                            |
| Greens                         | Malte                          | TGR                            |
| Veloschils Interbike           | Royaume-Uni                    | VEL                            |
| Wilton-Care4Bikes-AAdrink CT   | Pays-Bas                       | WC4                            |

## Résultats

### Classement des étapes

#### 1reétape
| Classement de l'étape | Classement de l'étape | Classement de l'étape | Classement de l'étape | Classement de l'étape |
|                       | Coureur               | Pays                  | Équipe                | Temps                 |
| --------------------- | --------------------- | --------------------- | --------------------- | --------------------- |
| 1er                   | Adil Barbari          | Algérie               | Vélo Club Sovac       | en 2 h 41 min 32 s    |
| 2e                    | Mekseb Debesay        | Érythrée              | Équipe d'Érythrée     | + 42 s                |
| 3e                    | Yousif Mirza          | Émirats arabes unis   | Al-Nasr Club          | + 42 s                |
| 4e                    | Mouhssine Lahsaini    | Maroc                 | Équipe du Maroc       | + 42 s                |
| 5e                    | Ying Hon Yeung        | Hong Kong             | OCBC Singapore        | + 42 s                |
| 6e                    | Abdelati Saadoune     | Maroc                 | Équipe du Maroc       | + 44 s                |
| 7e                    | Azzedine Lagab        | Algérie               | GS Pétroliers         | + 44 s                |
| 8e                    | Thomas Pinaglia       | Italie                | Gragnano Sporting     | + 44 s                |
| 9e                    | Devid Tintori         | Italie                | Gragnano Sporting     | + 1 min 2 s           |
| 10e                   | Thomas Rabou          | Pays-Bas              | OCBC Singapore        | + 1 min 7 s           |
| modifier              |                       |                       |                       |                       |

| Classement général | Classement général | Classement général  | Classement général | Classement général |
|                    | Coureur            | Pays                | Équipe             | Temps              |
| ------------------ | ------------------ | ------------------- | ------------------ | ------------------ |
| 1er                | Adil Barbari       | Algérie             | Vélo Club Sovac    | en 2 h 41 min 32 s |
| 2e                 | Mekseb Debesay     | Érythrée            | Équipe d'Érythrée  | + 42 s             |
| 3e                 | Yousif Mirza       | Émirats arabes unis | Al-Nasr Club       | + 42 s             |
| 4e                 | Mouhssine Lahsaini | Maroc               | Équipe du Maroc    | + 42 s             |
| 5e                 | Ying Hon Yeung     | Hong Kong           | OCBC Singapore     | + 42 s             |
| 6e                 | Abdelati Saadoune  | Maroc               | Équipe du Maroc    | + 44 s             |
| 7e                 | Azzedine Lagab     | Algérie             | GS Pétroliers      | + 44 s             |
| 8e                 | Thomas Pinaglia    | Italie              | Gragnano Sporting  | + 44 s             |
| 9e                 | Devid Tintori      | Italie              | Gragnano Sporting  | + 1 min 2 s        |
| 10e                | Thomas Rabou       | Pays-Bas            | OCBC Singapore     | + 1 min 7 s        |
| modifier           |                    |                     |                    |                    |

#### 2eétape
- Résultats[3]

Etape Annulée

#### 3eétape
| Classement de l'étape | Classement de l'étape   | Classement de l'étape | Classement de l'étape | Classement de l'étape |
|                       | Coureur                 | Pays                  | Équipe                | Temps                 |
| --------------------- | ----------------------- | --------------------- | --------------------- | --------------------- |
| 1er                   | Essaïd Abelouache       | Maroc                 | Équipe du Maroc       | en 3 h 52 min 8 s     |
| 2e                    | Mouhssine Lahsaini      | Maroc                 | Équipe du Maroc       | m.t.                  |
| 3e                    | Azzedine Lagab          | Algérie               | GS Pétroliers         | + 1 s                 |
| 4e                    | Abdelati Saadoune       | Maroc                 | Équipe du Maroc       | m.t.                  |
| 5e                    | Thomas Pinaglia         | Italie                | Gragnano Sporting     | m.t.                  |
| 6e                    | Devid Tintori           | Italie                | Gragnano Sporting     | + 2 s                 |
| 7e                    | Ismaïl Ayoune           | Maroc                 | Équipe du Maroc       | m.t.                  |
| 8e                    | Abderrahmane Mansouri   | Algérie               | Vélo Club Sovac       | m.t.                  |
| 9e                    | Mekseb Debesay          | Érythrée              | Équipe d'Érythrée     | m.t.                  |
| 10e                   | Abderrahmane Bechlaghem | Algérie               | Olympic Tour Aglo     | + 1 min 17 s          |
| modifier              |                         |                       |                       |                       |

| Classement général | Classement général    | Classement général | Classement général | Classement général |
|                    | Coureur               | Pays               | Équipe             | Temps              |
| ------------------ | --------------------- | ------------------ | ------------------ | ------------------ |
| 1er                | Mouhssine Lahsaini    | Maroc              | Équipe du Maroc    | en 6 h 34 min 22 s |
| 2e                 | Mekseb Debesay        | Érythrée           | Équipe d'Érythrée  | + 2 s              |
| 3e                 | Azzedine Lagab        | Algérie            | GS Pétroliers      | + 3 s              |
| 4e                 | Abdelati Saadoune     | Maroc              | Équipe du Maroc    | m.t.               |
| 5e                 | Thomas Pinaglia       | Italie             | Gragnano Sporting  | m.t.               |
| 6e                 | Devid Tintori         | Italie             | Gragnano Sporting  | + 22 s             |
| 7e                 | Essaïd Abelouache     | Maroc              | Équipe du Maroc    | + 34 s             |
| 8e                 | Ying Hon Yeung        | Hong Kong          | OCBC Singapore     | + 1 min 19 s       |
| 9e                 | Abderrahmane Mansouri | Algérie            | Vélo Club Sovac    | + 1 min 33 s       |
| 10e                | Ismaïl Ayoune         | Maroc              | Équipe du Maroc    | + 1 min 33 s       |
| modifier           |                       |                    |                    |                    |

#### 4eétape
| Classement de l'étape | Classement de l'étape   | Classement de l'étape | Classement de l'étape | Classement de l'étape |
|                       | Coureur                 | Pays                  | Équipe                | Temps                 |
| --------------------- | ----------------------- | --------------------- | --------------------- | --------------------- |
| 1er                   | Mekseb Debesay          | Érythrée              | Équipe d'Érythrée     | en 3 h 45 min 18 s    |
| 2e                    | Ying Hon Yeung          | Hong Kong             | OCBC Singapore        | m.t.                  |
| 3e                    | Thomas Rabou            | Pays-Bas              | OCBC Singapore        | + 30 s                |
| 4e                    | Devid Tintori           | Italie                | Gragnano Sporting     | + 32 s                |
| 5e                    | Azzedine Lagab          | Algérie               | GS Pétroliers         | + 3 min 7 s           |
| 6e                    | Amanuel Gebrezgabihier  | Érythrée              | Équipe d'Érythrée     | + 3 min 9 s           |
| 7e                    | Abderrahmane Bechlaghem | Algérie               | Olympic Tour Aglo     | + 3 min 59 s          |
| 8e                    | Hichem Chaabane         | Algérie               | Olympic Tour Aglo     | + 4 min 5 s           |
| 9e                    | Mouhssine Lahsaini      | Maroc                 | Équipe du Maroc       | + 4 min 18 s          |
| 10e                   | Abderrahmane Mansouri   | Algérie               | Vélo Club Sovac       | + 4 min 21 s          |
| modifier              |                         |                       |                       |                       |

| Classement général | Classement général      | Classement général | Classement général | Classement général  |
|                    | Coureur                 | Pays               | Équipe             | Temps               |
| ------------------ | ----------------------- | ------------------ | ------------------ | ------------------- |
| 1er                | Mekseb Debesay          | Érythrée           | Équipe d'Érythrée  | en 10 h 19 min 42 s |
| 2e                 | Devid Tintori           | Italie             | Gragnano Sporting  | + 52 s              |
| 3e                 | Ying Hon Yeung          | Hong Kong          | OCBC Singapore     | + 1 min 17 s        |
| 4e                 | Azzedine Lagab          | Algérie            | GS Pétroliers      | + 3 min 8 s         |
| 5e                 | Mouhssine Lahsaini      | Maroc              | Équipe du Maroc    | + 4 min 16 s        |
| 6e                 | Amanuel Gebrezgabihier  | Érythrée           | Équipe d'Érythrée  | + 5 min 4 s         |
| 7e                 | Abderrahmane Mansouri   | Algérie            | Vélo Club Sovac    | + 5 min 52 s        |
| 8e                 | Abderrahmane Bechlaghem | Algérie            | Olympic Tour Aglo  | + 6 min 10 s        |
| 9e                 | Thomas Rabou            | Pays-Bas           | OCBC Singapore     | + 7 min 46 s        |
| 10e                | Salaheddine Mraouni     | Maroc              | Équipe du Maroc    | + 8 min 20 s        |
| modifier           |                         |                    |                    |                     |

#### 5eétape
| Classement de l'étape | Classement de l'étape | Classement de l'étape | Classement de l'étape | Classement de l'étape |
|                       | Coureur               | Pays                  | Équipe                | Temps                 |
| --------------------- | --------------------- | --------------------- | --------------------- | --------------------- |
| 1er                   | Hichem Chaabane       | Algérie               | Olympic Tour Aglo37   | en 2 h 43 min 20 s    |
| 2e                    | Mekseb Debesay        | Érythrée              | Équipe d'Érythrée     | + 18 s                |
| 3e                    | Yousif Mirza          | Émirats arabes unis   |                       | + 18 s                |
| 4e                    | Joseph Biziyaremye    | Rwanda                | Équipe du Rwanda      | + 18 s                |
| 5e                    | Abderrahmane Hamza    | Algérie               | Vélo Club Sovac       | + 18 s                |
| 6e                    | Mouhssine Lahsaini    | Maroc                 | Équipe du Maroc       | + 18 s                |
| 7e                    | Abdelkader Belmokhtar | Algérie               | Vélo Club Sovac       | + 18 s                |
| 8e                    | Abderrahmane Mansouri | Algérie               | Vélo Club Sovac       | + 29 s                |
| 9e                    | Stefan Breemes        | Pays-Bas              |                       | + 29 s                |
| 10e                   | Essaïd Abelouache     | Maroc                 | Équipe du Maroc       | + 29 s                |
| modifier              |                       |                       |                       |                       |

### Classements finals
| Classement général final | Classement général final | Classement général final | Classement général final    | Classement général final |
|                          | Coureur                  | Pays                     | Équipe                      | Temps                    |
| ------------------------ | ------------------------ | ------------------------ | --------------------------- | ------------------------ |
| 1er                      | Mekseb Debesay           | Érythrée                 | Équipe nationale d'Érythrée | en 13 h 3 min 20 s       |
| 2e                       | Devid Tintori            | Italie                   | Gragnano Sporting           | + 1 min 3 s              |
| 3e                       | Ying Hon Yeung           | Hong Kong                | OCBC Singapore              | + 1 min 28 s             |
| 4e                       | Azzedine Lagab           | Algérie                  | GS Pétroliers               | + 3 min 19 s             |
| 5e                       | Mouhssine Lahsaini       | Maroc                    | Équipe nationale du Maroc   | + 4 min 16 s             |
| 6e                       | Amanuel Gebrezgabihier   | Érythrée                 | Équipe nationale d'Érythrée | + 5 min 15 s             |
| 7e                       | Abderrahmane Mansouri    | Algérie                  | Vélo Club Sovac             | + 6 min 3 s              |
| 8e                       | Abderrahmane Bechlaghem  | Algérie                  | Olympic Algérie Tour Aglo37 | + 6 min 21 s             |
| 9e                       | Hichem Chaabane          | Algérie                  | Olympic Algérie Tour Aglo37 | + 10 min 41 s            |
| 10e                      | Yousif Mirza             | Émirats arabes unis      |                             | + 14 min 19 s            |
| 11e                      | Valens Ndayisenga        | Rwanda                   | Équipe nationale du Rwanda  | + 16 min 32 s            |
| 12e                      | Salaheddine Mraouni      | Maroc                    | Équipe nationale du Maroc   | + 17 min 3 s             |
| 13e                      | Yonas Tekeste            | Érythrée                 | Équipe nationale d'Érythrée | + 18 min 53 s            |
| 14e                      | Elias Afewerki           | Érythrée                 | Équipe nationale d'Érythrée | + 23 min 8 s             |
| 15e                      | Aron Debretsion          | Érythrée                 | Équipe nationale d'Érythrée | + 23 min 48 s            |
| 16e                      | Abdelkader Belmokhtar    | Algérie                  | Vélo Club Sovac             | + 24 min 28 s            |
| 17e                      | Stefan Breemes           | Pays-Bas                 |                             | + 24 min 57 s            |
| 18e                      | Essaïd Abelouache        | Maroc                    | Équipe nationale du Maroc   | + 25 min                 |
| 19e                      | Tarik Chaoufi            | Maroc                    | Équipe nationale du Maroc   | + 25 min 7 s             |
| 20e                      | Mansoor Jawad            | Bahreïn                  |                             | + 25 min 23 s            |
| 21e                      | Yentl Van Cauwenbergh    | Belgique                 |                             | + 26 min 49 s            |
| 22e                      | Abdelaziz Yahmi          | Algérie                  | GS Pétroliers               | + 26 min 51 s            |
| 23e                      | Karim Hadjbouzit         | Algérie                  | Vélo Club Sovac             | + 27 min 39 s            |
| 24e                      | Ismaïl Ayoune            | Maroc                    | Équipe nationale du Maroc   | + 28 min 7 s             |
| 25e                      | Thomas Pinaglia          | Italie                   | Gragnano Sporting           | + 28 min 23 s            |
| modifier                 |                          |                          |                             |                          |

### UCI Africa Tour
Ce Tour d'Algérie attribue des points pour l'UCI Africa Tour 2014, par équipes seulement aux coureurs des équipes continentales professionnelles et continentales, individuellement à tous les coureurs sauf ceux faisant partie d'une équipe ayant un label WorldTeam.
| Position           | 1er | 2e | 3e | 4e | 5e | 6e | 7e | 8e |
| Classement général | 40  | 30 | 16 | 12 | 10 | 8  | 6  | 3  |
| Par étape          | 8   | 5  | 2  |    |    |    |    |    |
| Leader, par étape  | 4   |    |    |    |    |    |    |    |